# بيل مايفيلد
بيل مايفيلد (بالإنجليزية: Bill Mayfield)‏ مواليد 17 أكتوبر 1957 في ديترويت، هو لاعب كرة سلة أمريكي معتزل. بدأ مسيرته الاحترافية في سنة 1981. حمل الرقم 36. يبلغ طوله 6 قدم 7 بوصة (2.0 م). اعتزل اللعب في 1985. لعب مع غولدن ستايت ووريورز في الدوري الأمريكي لكرة السلة للمحترفين.

## روابط خارجية
- بيل مايفيلد على موقع إن بي أي (الإنجليزية)
- بيل مايفيلد على موقع سبورتس رفرنس (الإنجليزية)
- بيل مايفيلد على موقع كلية كرة السلة في سبورتس رفرنس.كوم (الإنجليزية)
- بيل مايفيلد على موقع ريلجم (الإنجليزية)
- بيل مايفيلد على موقع بروبوليرز (الإنجليزية)